# Cuartel Almirante Silva Palma
El Cuartel Almirante Silva Palma, también denominado como Fuerte de Bueras Bajo, es un inmueble ubicado en Playa Ancha, en la ciudad de Valparaíso, Chile. Inaugurado en 1879 como parte de las instalaciones defensivas costeras del puerto de Valparaíso, fue utilizado como centro de tortura y detención entre los años 1973 y 1976, por el Servicio de Inteligencia Naval.
Fue declarado Monumento Nacional de Chile, en la categoría de Monumento Histórico, mediante el Decreto n.º 14, del enero de 2018.

## Historia
Luego del bombardeo por parte de la escuadra española al puerto de Valparaíso el 31 de marzo de 1866, el Estado promovió un plan para la construcción de diversas instalaciones defensivas costeras, que fueron realizadas desde 1867 por ingenieros chilenos formados en el Real Cuerpo de Ingenieros de España.
El Fuerte Bueras fue construido para la defensa de los Almacenes Fiscales, y sus obras terminaron en 1879. Participó en su construcción el arquitecto Fermín Vivaceta, con recursos donados por los vecinos y trabajadores de la ciudad.
El edificio fue utilizado como cárcel desde la guerra civil de 1891, cuando albergó a los vencidos de la batalla de Placilla. A comienzos del siglo xx la defensa costera pasó a depender desde el Ejército a la Armada, por lo que el fuerte tomó el nombre de Cuartel Almirante Silva Palma.
El “Cuartel Almirante Silva Palma” (actual Academia de Guerra Naval) fue utilizado entre 1973 y 1976, por el Servicio de Inteligencia Naval (SIN) principalmente para las acciones de represión contra el MIR en Valparaíso. Los presos políticos eran mantenidos en este recinto en celdas grandes, separados de los marinos detenidos, quienes estaban recluidos en celdas pequeñas con puertas de metal. Era frecuente el traslado de prisioneros a la Academia de Guerra Naval para ser torturados. Los presos políticos detenidos en el Cuartel Almirante Silva Palma eran constantemente sometidos a torturas, incluyendo golpizas, aplicación de electricidad, cortes y colgamientos, vejaciones y agresiones sexuales, en las mismas celdas, o en salas a las que se accedía bajando o subiendo escaleras. Algunas de las personas que pasaron por este lugar han sido declaradas como detenidos desaparecidos.
Criminales y Cómplices: Comandante Santa Cruz (Infantería de Marina); Morgina (SIN); Teniente Guillermo Morera (Armada); Hernán Quezada Moncada (SIN); Federico Stigman (SIN); Patricio Villalobos Lobos (Comandante Base El Belloto). Fuentes de Información Consultadas: Informe Rettig; 3.ª Sesión de la Comisión Internacional de Investigación de los crímenes de la Junta militar en Chile; Informe Valech; Memoriaviva.
El cuartel se encontraba conectado a la Academia de guerra naval de la Armada - que fuera demolida en febrero de 2017. Allí operó el Servicio de inteligencia naval, y fue utilizado como centro de detención y tortura entre 1973 y 1976.
El inmueble fue declarado Monumento nacional, en la categoría de monumento histórico, a inicios de 2018. La declaratoria fue impulsada por el Colectivo Cine Forum y la Agrupación de Marinos Antigolpistas.